# Шарга
Шарга — сомон аймаку Говь-Алтай, Монголія. Територія 5,5 тис. км кВ, населення 3,2 тис. Центр — селище Шарга знаходиться на відстані 99 км від міста Алтай та 1100 км від Улан-Батора. Є школа, лікарня, сфера обслуговування.

## Рельєф
Гори Хасагт Жаргалан (3578 м), Дарвийн Хух уул (2438 м). Більшу частину території займає Гобі. Річки Шарин гол, озера Шаргин цагаан, Сондуулт.

## Клімат
Різкоконтинентальний клімат. Середня температура січня -20-21 градусів, липня +20+24 градуси. Протягом року в середньому випадає 50-200 мм опадів.

## Корисні копалини
Алюмінієва руда, кам'яне вугілля, хімічна та будівельна сировина. Вугільний кар'єр.

## Тваринний світ
Водяться лисиці, вовки, козулі, аргалі, олені, лосі, манули, дикі кози, зайці, тарбагани.